# Macroptila extensa
Macroptila extensa là một loài bướm đêm thuộc phân họ Arctiinae, họ Erebidae.